# Gafanha da Nazaré
Gafanha da Nazaré est une freguesia portugaise de la municipalité d'Ílhavo dans le district d'Aveiro. Elle s'étend sur 15,65 km2 et comptait 14 021 habitants en 2001.

## Histoire
La région des « Gafanhas » n'est habitée que depuis le XVIIe siècle, et en 1758, elle comptait une population de « 14 voisins ou foyers et 140 personnes baptisées »[réf. souhaitée].
Durant le XIXe siècle, la population augmente, grâce à l'arrivée d'habitants originaires des conseils de Vagos et Mira, et à la recherche de terres cultivables. Il est d'ailleurs curieux de noter que ces terres, des dunes considérées comme « têtues et stériles », n'ont jamais intéressé les populations d'Ilhavo ou d'Aveiro.
Puis les chantiers du port, de la construction du phare de la Barra, les chantiers navals, les usines de séchage de la morue (les « secas »), les salines et les plantations dans la forêt attirèrent de nouvelles populations, notamment des régions du Minho.
Appartenant depuis toujours à la paroisse de Vagos, Gafanha da Nazaré passe sous la tutelle religieuse d'Ilhavo le 21 mars 1835, et, le 31 décembre 1835, elle passe sous la tutelle administrative de cette même cité.

## Dates importantes
- 31 août 1910 : par ordre du roi Manuel II est créée la commune (« freguesia » de Gafanha da Nazaré ; c'est la dernière créée par la monarchie au Portugal.
- 29 octobre 1969 : Gafanha da Nazaré gagne le statut de ville (« vila »), du fait de la poussée démographique.
- 19 avril 2001 : la ville gagne le statut de cité (« cidade »).

## Quartiers de Gafanha da Nazaré
- Bebedouro
- Cale da Vila
- Cambeia
- Chave
- Forte da Barra
- Marinha Velha
- Praia da Barra
- Remelha

## Origine du mot «Gafanha»
Il y a au moins quatre versions quant à l'origine de ce mot :
- Une femme atteinte de la lèpre, chassée de partout, vint un jour s'installer ici, dans ces terres isolées et désertes ; elle était surnommée « gafanha » (mot à rapprocher de « gafanhoto », sauterelle) à cause de son aspect.
- Le site étant isolé du reste de la région environnante par les dunes et la lagune, une léproserie s'y serait installée (aucune source historique n'accrédite ce fait).
- Gafanha : endroit où se paye le « gafar », mot arabe signifiant « tribut », qui se payait pour passer un pont ou un bac ; cette version semble plausible, du fait de l'existence très ancienne d'un pont de bois.
- Dans cette zone, il y a énormément de bambous ; les populations voisines venaient souvent en couper, pour se confectionner des cannes (« gadanhas ») ; le mot aurait évolué vers « gafanha ».

## Patrimoine
- Fort de la Barra de Aveiro ou Château de Gafanha
- Phare de Aveiro (ou Phare de la Barra)
- le café Cruzeiro (et ses célèbres billards)

## Musées
- Casa Gafanhoa
- Navire-musée Santo André

## Événements sportifs, culturels et religieux
- Janvier
  - Cortège des Rois
  - Cortège des Bergères de la Barra
- Mai
  - Milha Urbana de la plage de la Barra
- Juin
  - Fête de Saint João - Barra
  - Fête de Saint Pedro - Cale da Vila
- Juillet
  - Festival de folklore de Gafanha da Nazaré
  - Fête de Notre Dame des Affligés - Chave
- Août
  - Festival de folklore de la plage de la Barra
  - Festival de la Morue - Jardin Oudinot
  - Fête de Notre Dame de Nazareth
- Septembre
  - Procession de Notre Dame des Navigateurs - Fort de la Barra